# Berkley Bedell
Pour les articles homonymes, voir Bedell.
 (juin 2024).
La mise en forme du texte ne suit pas les recommandations de Wikipédia : il faut le « wikifier ».
Les points d'amélioration suivants sont les cas les plus fréquents. Le détail des points à revoir est peut-être précisé sur la page de discussion.
- Les titres sont pré-formatés par le logiciel. Ils ne sont ni en capitales, ni en gras.
- Le texte ne doit pas être écrit en capitales (les noms de famille non plus), ni en gras, ni en italique, ni en « petit »…
- Le gras n'est utilisé que pour surligner le titre de l'article dans l'introduction, une seule fois.
- L'italique est rarement utilisé : mots en langue étrangère, titres d'œuvres, noms de bateaux, etc.
- Les citations ne sont pas en italique mais en corps de texte normal. Elles sont entourées par des guillemets français : « et ».
- Les listes à puces sont à éviter, des paragraphes rédigés étant largement préférés. Les tableaux sont à réserver à la présentation de données structurées (résultats, etc.).
- Les appels de note de bas de page (petits chiffres en exposant, introduits par l'outil «  Source ») sont à placer entre la fin de phrase et le point final[comme ça].
- Les liens internes (vers d'autres articles de Wikipédia) sont à choisir avec parcimonie. Créez des liens vers des articles approfondissant le sujet. Les termes génériques sans rapport avec le sujet sont à éviter, ainsi que les répétitions de liens vers un même terme.
- Les liens externes sont à placer uniquement dans une section « Liens externes », à la fin de l'article. Ces liens sont à choisir avec parcimonie suivant les règles définies. Si un lien sert de source à l'article, son insertion dans le texte est à faire par les notes de bas de page.
- La présentation des références doit suivre les conventions bibliographiques. Il est recommandé d'utiliser les modèles {{Ouvrage}}, {{Chapitre}}, {{Article}}, {{Lien web}} et/ou {{Bibliographie}}. Le mode d'édition visuel peut mettre en forme automatiquement les références.
- Insérer une infobox (cadre d'informations à droite) n'est pas obligatoire pour parachever la mise en page.

Pour une aide détaillée, merci de consulter Aide:Wikification.
Si vous pensez que ces points ont été résolus, vous pouvez retirer ce bandeau et améliorer la mise en forme d'un autre article.
Berkley Warren Bedell, né le 5 mars 1921 et mort le 7 décembre 2019, est un homme d'affaires et un homme politique du Parti démocrate américain qui fut le représentant américain du 6e district du Congrès de l'Iowa de 1975 à 1987. Après avoir démarré une entreprise prospère dans sa jeunesse, Berkley Fly Co., il se présenta au Congrès en 1972, mais fut battu par le président sortant Wiley Mayne. En 1974 cependant, Bedell battit Mayne et fut élu à la Chambre des représentants des États-Unis.
Il fut connu pour son soutien à la démocratie représentative et son style populiste. Par exemple, il tenait des assemblées publiques et laissait les électeurs voter sur des motions pour décider ce qu'il ferait au Congrès en leur nom. Ces assemblées aidèrent Bedell à comprendre les problèmes de ses électeurs ; en conséquence, il soutint des questions importantes pour sa circonscription agricole, comme les frais d'utilisation des voies navigables et les contraintes de production.
Bedell ne chercha pas à être réélu en 1986, après avoir contracté la maladie de Lyme à la suite d'une piqûre de tique. Bien qu'il ne fût plus membre du Congrès, il resta actif dans la politique de l'Iowa, soutenant fortement Howard Dean en 2004 contre John Kerry. Lors de l'élection présidentielle de 2008, il rencontra à plusieurs reprises Chris Dodd  mais soutint finalement Barack Obama.

## Jeunesse
Bedell est né à Spirit Lake, Iowa, fils de Virginia Viola (Price) et Walter Berkley Bedell. Bedell fit ses études dans l'école publique de Spirit Lake. Il est diplômé du lycée de Spirit Lake en 1939. Il créa une entreprise qui lui permit de s'enrichir au milieu de la Grande Dépression. Son entreprise consistait à tresser des poils de chien autour des hameçons, dont le résultat pourrait être vendu comme des mouches à poisson. Il commença à attacher les leurres de pêche à la mouche dans sa chambre, puis il déménagea l'entreprise dans le sous-sol de ses parents. Avec le temps, il obtint un espace au-dessus d'une épicerie pour poursuivre ses activités à plein temps.
Après avoir obtenu son diplôme d'études secondaires, il fréquenta l'Université d'État de l'Iowa de 1940 à 1942, où il rencontra Elinor Healy, une étudiante de l'ISU (9 mars 1923-2 mars 2017) de Saint Paul, Minnesota. Berkley et Elinor se marièrent à Minneapolis le 29 août 1943, et leurs fils Kenneth et Thomas sont nés en 1947 et 1950, respectivement, et leur fille Joanne en 1952. La vie universitaire et personnelle de Berkley fut interrompue en 1942 lorsqu'il rejoint l'armée. Il servit dans l'armée des États-Unis en tant que premier lieutenant et entraîneur de vol de 1942 à 1945. À son retour, il commença à obtenir le succès de son entreprise d'articles de pêche . Son entreprise grossit, avec des centaines d'employés et des opérations internationales; et, lui, devint millionnaire dans les années 1960. De 1957 à 1962, il fut membre du Spirit Lake Board of Education.

## Carrière politique

### La course au Congrès
Au début des années 1970, Bedell décida de briguer un poste politique. En 1972, il se présenta contre Wiley Mayne, un républicain sortant, du 6e district du Congrès de l'Iowa. Mayne était un fervent partisan de Richard Nixon et obtint la victoire avec le président en une année favorable aux républicains. Cependant, Mayne en souffrit politiquement après le Watergate (il fut l'un des rares républicains à voter contre la destitution du président au comité judiciaire). En 1974, les dégâts étaient faits, et Bedell battit Mayne dans un match de revanche.
Pendant son séjour au Congrès, Bedell fit des efforts pour maintenir la démocratie représentative. Il tenait régulièrement des assemblées publiques avec ses électeurs et les laissait voter pour décider ce qu'il ferait au Congrès en leur nom. Ce type de communication informa Bedell des types de problèmes affectant sa circonscription agricole. Ainsi, bien que Bedell n'ait jamais cultivé, il prenait des mesures bénéficiant aux agriculteurs.

### Frais d'utilisation des voies navigables
Bedell parraina plusieurs initiatives audacieuses au cours de son mandat à la Chambre des représentants des États-Unis. Une initiative, découlant des problèmes de ses électeurs avec l'industrie des barges, était axée sur les frais d'utilisation des voies navigables. Il présenta une loi en 1977 qui obligeait l'industrie des barges à payer des frais pour l'utilisation des voies navigables que, souligna Bedell, le gouvernement payait des millions de dollars pour créer et entretenir. Le plan initial de Bedell devait fixer le taux payé par l'industrie des barges en fonction du montant que le gouvernement dépensait pour les projets de voies navigables. Cela devait avoir pour effet supplémentaire d'aider à freiner les projets de voies navigables inutiles. Le même plan fut proposé par Pete Domenici au Sénat.
Le Congrès adopta finalement une version édulcorée du plan original proposé par Bedell et le sénateur Pete Domenici. Une taxe sur les barges à essence utilisées fut adoptée. Alors que des partisans des frais d'utilisation des voies navigables, dont Domenici, soutenaient le compromis, Bedell lança un appel passionné pour que ses collègues s'y opposent. Il considérait qu'il manquait un élément crucial du plan initial - celui de la récupération du capital. Le gouvernement pouvait dépenser de l'argent dans n'importe quel projet de voies navigables. Le compromis fut finalement signé par Jimmy Carter. Le plan original de Bedell ne fut jamais adopté par la Chambre des représentants, mais il continua à le présenter lors des sessions suivantes. Il n'obtint toutefois pas de vote lors des sessions suivantes.

### Problèmes d'agriculture
En 1985, Bedell présenta un plan agricole qui, selon lui, augmenterait les contrôles de production pour les agriculteurs, augmentant ainsi les prix des récoltes. Ce plan fut soutenu par les syndicats et certains démocrates. Il rendit obligatoire un référendum qui serait ensuite utilisé pour déterminer les types de contrôles de production à adopter. L'objectif de ce plan était double: le contrôle de la production diminuerait l'offre globale de cultures, ce qui ferait coûter plus cher aux cultures individuelles (ce qui profiterait aux agriculteurs, qui étaient en pleine crise de la dette). Deuxièmement, en le qualifiant de référendum, les agriculteurs pourraient décider de la sévérité des contrôles.
Les opposants au plan Bedell avaient une vision très différente de cette législation. Des représentants tels que Pat Roberts affirmèrent que le référendum était redondant parce que les agriculteurs avaient déjà élu les politiciens au pouvoir, et ce projet de loi était un exemple de politiciens qui ne faisaient pas leur travail. L'administration Reagan s'opposa au projet de loi en raison de son opposition aux contrôles de production, et le président menaça d'opposer son veto au projet de loi agricole si le plan de Bedell restait en place. Lorsque du dépôt du projet de loi, un amendement fut proposé pour supprimer cette disposition.

### Enquêtes sur les grandes entreprises
Tout en siègeant au Congrès, Bedell était président du Small Business Subcommittee, et il profita de cette position pour enquêter sur les sous-ventes de la part des grandes sociétés pétrolières. Il affirma également que certaines grandes sociétés pétrolières sous-payaient leurs "taxes exceptionnelles" dans certains cas et souhaitait adopter une loi pour augmenter la réglementation de ces sociétés.
Lors de ces enquêtes, Bedell obtint rapidement le soutien de petits distributeurs d'essence et du député Bill Nelson. La principale cible, ARCO, fut accusée de ne pas avoir payé toutes ses taxes sur le pétrole brut d'Alaska. Le gouvernement tenta de porter plainte contre ARCO, mais il abandonna finalement en 1985. Bedell profita de cette occasion pour attaquer l'administration pour "ne pas se soucier" des propriétaires de petites entreprises, et il plaida pour que les agences gouvernementales réservent 1 à 3% de leur argent de recherche et développement aux petites entreprises.

### Désaccord avec Reagan
Fin 1982, le Congrès adopta une loi interdisant aux États-Unis de financer des groupes visant à renverser le gouvernement sandiniste du Nicaragua. En 1983, Bedell se rendit au Nicaragua et au Honduras avec le représentant Robert G. Torricelli. Pendant le voyage, Bedell s'entretint avec des soldats, des généraux, des responsables gouvernementaux et des contras. Sa conclusion à la fin du voyage était que Ronald Reagan aidait les contras en violation de la loi fédérale. Il promit de tenir des auditions à son retour au Congrès. Bedell rejoindra plus tard d'autres démocrates de la Chambre pour exiger des documents de la Maison Blanche concernant les contras, mais l'administration Reagan refusa de les fournir. Il qualifia sa politique centroaméricaine de «pure folie», affirmant que les explosions des ports étaient des actes de guerre. Il dit que si le peuple nord-américain pouvait parler avec les habitants du Nicaragua, où les femmes et les enfants étaient séquestrés, torturés et assassinés par des terroristes financés par les contribuables nord-américains, il s'élèverait et demanderait de mettre fin immédiatement à ces activités criminelles. Bedell se retirera du Congrès avant que les actions de Reagan en Amérique centrale ne culminent avec l'affaire Iran-Contra.
Bedell était un critique acerbe des politiques agricoles de Reagan, il appela John Block à démissionner après avoir qualifié son plan agricole d'échec "mort à son arrivée" à la Chambre et au Sénat. Le plan agricole de Reagan consistait principalement en une réduction progressive des subventions agricoles. Il attaqua également le ministère de l'Agriculture lorsqu'il licencia le seul expert en agriculture biologique. En outre, il s'opposa aux propositions de Reagan concernant la réforme de l'USDA. Ces propositions impliquaient généralement le transfert des coûts des inspections de la viande et d'autres droits de l'USDA du gouvernement fédéral à l'industrie.

### Violations douanières alléguées par Berkley and Co.
En 1981, des notes de service internes révélèrent que Bedell pouvait être au courant de potentielles violations de droits de douane commises par sa société. Bedell se serait rendu à Taïwan en 1973 pour discuter de "violations antérieures" concernant la vente de cannes à pêche à sa filiale taïwanaise. Bedell nia tout acte répréhensible, affirmant qu'il n'avait pas été personnellement impliqué dans l'entreprise depuis des années. Finalement, aucune accusation ne fut portée contre lui. Il fut réélu après la publication de l'histoire.

## Après la politique

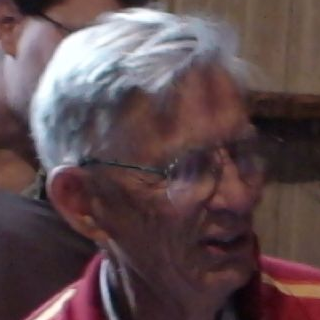
Bedell en 2007

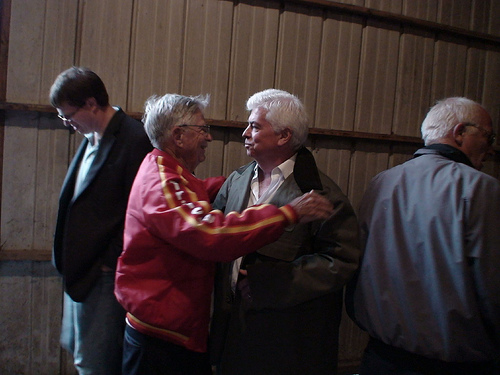
22 mai 2007, Chris Dodd rencontre Bedell à la ferme Kibbie à Emmetsburg, Iowa.

Après avoir contracté la maladie de Lyme à la suite d'une piqûre de tique, Bedell décida de ne pas se faire réélire en 1986. Il fonda un centre de médecine alternative et fut un ardent défenseur de la liberté de santé. En grande partie grâce à son amitié avec Tom Harkin, il resta une figure politique importante dans l'Iowa, avec des politiciens tels que Howard Dean se rencontrant lors de leurs voyages dans l'État. En outre, le parc d'État Elinor Bedell fut créé en 1998 sur des terres données par Berkley et Elinor Bedell.
En tant qu'opposant à la guerre du Vietnam, Bedell signa une pétition cotre l'intervention militaire américaine en Irak. Cette pétition fut signée par soixante-dix anciens membres du Congrès des années 1970 et fut présentée lors d'une conférence de presse le 15 mars 2003. Bedell déclara qu'il était incroyable pour les États-Unis de régler les différends avec la guerre, et qu'une guerre en Irak serait similaire à la guerre du Vietnam.
Lors de l'élection présidentielle de 2004, Bedell attaqua John Kerry pour avoir voté pour le Freedom to Farm Act de Newt Gingrich, qui, selon lui, avait détruit le programme agricole. Bedell supporta officiellement la candidature de Howard Dean. Pour les élections de 2008, Bedell rencontra Christopher Dodd. Cependant, en décembre 2007, il annonça soutenir Barack Obama.
Bedell était membre du ReFormers Caucus de l'organisation Issue One (en).
Bedell est décédé à Naples, en Floride, le 7 décembre 2019, à l'âge de 98 ans, des complications d'un accident vasculaire cérébral qu'il avait subi trois jours plus tôt,.